# Trilaccodea langei
Trilaccodea langei es una especie de insecto coleóptero de la familia Chrysomelidae.
Fue descrita científicamente en 1902 por Spaeth.